# 1988 VK2
1988 VK2 är en asteroid i huvudbältet som upptäcktes den 7 november 1988 av de båda japanska astronomerna Tsutomu Hioki och Nobuhiro Kawasato i Okutama.
Asteroiden har en diameter på ungefär 5 kilometer.